# مالكي (جفال)
مالكي (بالفارسية: مالکی) هي منطقة سكنية تقع في إيران في قسم جفال الريفي. يقدر عدد سكانها بـ 1,638 نسمة .